# Евангелическая церковь в Австрии (1781—1918)

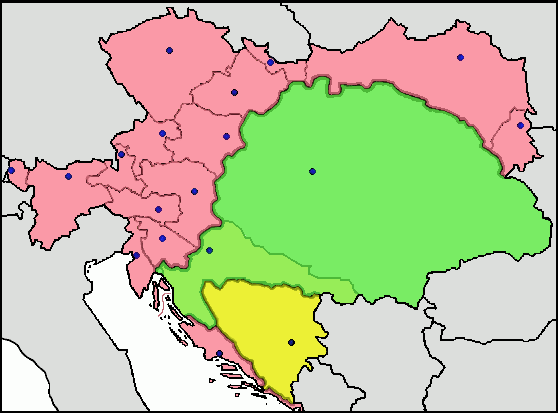
Австро-Венгрия после аннексии Боснии и Герцеговины. Цислейтания выделена красным цветом.

Евангелическая церковь в Австрии в 1781—1918 годах — церковь была устроена после выдачи Патента о веротерпимости 13 октября 1781 года в Цислейтании части Габсбургской монархии (затем — Австро-Венгерской империи), первоначально с отдельными консисториями для евангелистов Аугсбурга и гельветской деноминации, формально объединившихся в 1861 году в унию. В 1867—1915 годах она официально называлась Evangelische Kirche Augsburgischen und Helvetischen Bekenntnisses in den im österr. Reichsrathe vertretenen Königreichen und Ländern (Евангелическая церковь Аугсбурга и Гельветические конфессии в королевствах и странах в Австрийском совете представленных государств). Конец деятельности Церкви в такой структуре наступил с падением Австро-Венгрии после Первой мировой войны. В современной Австрии существуют две независимые, но тесно сотрудничающие Евангелическая церковь Аугсбургского исповедания и Евангелическая церковь Гельветического исповедания. В Залитавии была своя отдельная церковь.

## История
Патент на терпимость был выдан 13 октября 1781 года. Важнейшим её пунктом было обеспечение возможности создания евангелической общины (конгрегации) на территории, населённой не менее чем 100 протестантскими семьями (нем. Bethaus) и школы, а также нанимать священнослужителей и учителей. К концу октября 1782 года 73 722 человека подписались на присоединение к Церкви. Всего через три года после выдачи патента в Цислейтании было основано около 60 лютеранских приходов, присоединившихся к уже существовавшим и действовавшим на особых условиях церквям, как, например, церковь в Цешине, действовавшая с 1709 года при костеле Благодати, или приходы в Галиции, где для поощрения немцев-евангелистов вплоть до колонизации новой провинции, было разрешено в 1774 году строить молитвенные дома и назначать проповедников во Львове, Ярославе, Бродах, Замосце и Залещиках. Большинство реформатских церквей были основаны в Богемии и Моравии гуситами. Самая большая концентрация лютеран была в Тешинской Силезии, где было создано 10 новых общин. Первоначально все евангелическо-аугсбургские общины возглавляла консистория, организованная в Тешине, в составе, утвержденном 22 июля 1784 года. Председателем стал граф Ян Лариш, окружной старост Цешина, мирскими советниками были барон Максимилиан Калиш и Эрнест Блудовски, а священниками пастор Ян Трауготт Бартельмус и Кристиан Готлиб Фрёлих. 22 сентября 1784 г. судебный указ постановил перенести консисторию из Тешина в Вену, где должна была быть организована отдельная реформатская евангелическая консистория. Новая консистория начала функционировать в мае 1785 года.
На более низком уровне Церковь была организована в суперинтенданты под председательством суперинтендантов. В 1783 году суперинтендантом Верхней Австрии был назначен Иоганн Христиан Тилиш, бывший учитель протестантской школы в Цешине, а Георг Фок — Нижней Австрии. 27 февраля 1784 года Ян Трауготт Бартельмус, пастор Тешина, был назначен суперинтендантом Моравии, Силезии и Галиции. В 1784 году также были назначены суперинтенданты Богемии: лютеранин Ян Лахо и реформатор Ференц Ковач, а в 1785 году реформаторский суперинтендант Нижней Австрии Карл Вильгельм Хильхенбах. 23 июня 1785 г. в имперской канцелярии была издана инструкция для надзирателей. Они должны были присматривать за молитвенными домами, школами, общественным образованием, проповедниками, учителями, церковным имуществом и расходами собрания. Крупнейший Моравско-Силезско-Галицкий надзиратель оказался слишком большим, поэтому в конце 1803 г. от него отделился Львовский надзиратель (Галицко-Буковинский с 1902 г.), а также ему были подчинены церкви в Буковине. В 1869 году был основан небольшой лютеранский суперинтендант Ашу, состоящий всего из 3 конгрегаций. В 1900 году суперинтендант Чехии был разделен на западную (немецкоязычную) и восточную (чехоязычную) части.
Сеньоры оставались на более низком уровне, а реформатские сеньоры во Львове подчинялись непосредственно консистории. Например, Моравско-Силезско-Галицкое надзирание первоначально было разделено на четыре сеньора: в Моравии на Брно и Сухдол, а в Галиции на Львов и Бялу (7 мая 1790). Силезское синьорство было учреждено судебным указом от 14 декабря 1807 г.. В 1810 году было так называемое пастырское постановление, которое определяло официальные границы церквей и разрешало многочисленные споры.
Очередная волна перемен в пользу евангелистов пришла с так называемым Весной Наций в 1848 году, увенчавшейся выдачей Протестантского патента 8 апреля 1861 г., установившего новую правовую основу для функционирования Евангелической церкви в Империи, уравняв её в правах с Католической церковью. Его выпуск привел к созданию множества новых общин и школ.
9 апреля 1861 г. был издан второй патент, временный закон о евангелической церкви, касающийся конгрегационалистских общин, способа их объединения в старейшие и надзирательские общины и замены их в Генеральном Синоде, а также другие организационные вопросы. Он также назначил высшую административную и судебную инстанцию для обеих конфессий, заменив консисторию: Высший императорский и царский церковный совет (нем. Oberkirchenrat) в Вене, действовавший при ЦК Министерства по делам религий и просвещения. Окончательную форму церковному праву должны были придать последующие Генеральные Синоды (высший законодательный орган Церкви).
Президентами Высшего императорско-королевского церковного совета по очереди были:
1. 1861—1874 — Йозеф Андреас Циммерманн
2. 1874—1884 — Конрад Шмидт фон Альтенхайм.
3. 1884—1909 — Рудольф фон Франц.
4. 1909—1911 — Герман Пфафф
5. 1911—1925 — Вольфганг Хаазе

Первый Генеральный Синод состоялся 22 мая 1864 года. До 9 июля было проведено в общей сложности 32 собрания, на которых частично собрались вместе лютеранские и гельветские евангелисты, в результате которых в парламент был представлен для принятия церковный закон. Парламент после многочисленных изменений дал ему императорскую санкцию 6 января 1866 г. 15 декабря 1891 г. Центральный комитет Министерства по делам религии и просвещения утвердил «Закон об евангелической церкви Аугсбурга и Гельветической церкви», принятый Генеральные Синоды обеих конфессий в 1889 г.
По церковной схеме 1875 года Церковь делилась следующим образом:
- Евангелическая церковь Аугсбургского исповедания:
  - Суперинтендантура Вены (30 приходов)
  - Суперинтендантура Верхней Австрии (16 приходов)
  - Чешская суперинтендантура (24 прихода)
  - Суперинтендантура Аш (3 прихода)
  - Моравско-Силезская суперинтендантура (32 прихода)
  - Львовская суперинтендантура (22 прихода)

- Евангелическая церковь Гельветических исповеданий:
  - Венская суперинтендантура (5 приходов)
  - Чешская суперинтендантура (46 приходов)
  - Моравская суперинтендантура (22 прихода)
  - Львовская суперинтендантура (4 прихода)

В 1900 году Чешский суперинтендант был разделен на западную и восточную части.
В 1913 году было 7 лютеранских суперинтендантств:
- Вена (134 748 верующих, 48 приходов, 15 школ)
- Верхняя Австрия (30 106 верующих, 21 приход, 16 школ)
- Западная Чехия (54 315 верующих, 34 прихода, 10 школ)
- Восточная Богемия (13 852 верующих, 15 приходов, 6 школ)
- Аш (29 366 верующих, 3 прихода)
- Моравия и Силезия (136 290 верующих, 45 приходов, 0 школ)
- Галиция и Буковина (52 540 верующих, 29 приходов, 77 школ)

Всего: 451 217 верующих, 195 приходов, 134 школы.
В свою очередь Гельветическая церковь состояла из 3 сеньоратов:
- Вена (14 626 верующих, 6 приходов, 1 школа)
- Чехия (79 829 верующих, 61 приход, 26 школ)
- Моравия (43 846 верующих, 28 приходов, 1 школа)

Кроме того, имелся Галицкий сеньорат, непосредственно подчиненный Вене (4679 верующих, 4 прихода, 17 школ). Всего Гельветическая церковь насчитывала 142 980 верующих, 99 приходов, 45 школ. Всего вся Евангельская церковь насчитывала 594 197 верующих, 294 прихода, 148 школ. Помимо немецкого, для проповеди использовались также чешский и польский языки.
В послевоенной республиканской Австрии продолжала функционировать Евангелическая церковь, и теперь это две независимые, но тесно сотрудничающие друг с другом Евангелическая церковь Аугсбургского исповедания и Евангелическая церковь Гельветического исповедания. Немецкоязычные общины в Чехословакии основали Немецкую евангелическую церковь в Богемии, Моравии и Силезии, те, кто считал себя наследниками гуситизма, основали евангелическую Чешскую братскую церковь, шесть польскоязычных церквей в т. н. Заользье основали Евангелическую церковь Аугсбургского исповедания в Восточной Силезии в Чехословакии, общины в польской Тешинской Силезии 20 декабря 1918 года присоединились к консистории в Варшаве, а общины в Галиции (помимо Кракова) учредили отдельные евангелические церкви Аугсбурга и Гельветических исповеданий в Малопольше.